# جرذ معطل الجين
الجرذ المعطل (وراثيًا/جينياً) هو جرذ معدل وراثيًا بجين واحد معطل من خلال طفرة مستهدفة (مصيدة جينية) يستخدم في الأبحاث الأكاديمية والصيدلانية. يمكن للجرذان المعطلة وراثيًا تقليد الأمراض البشرية وهي أدوات مهمة لدراسة وظيفة الجينات (علم الجينوم الوظيفي) واكتشاف الأدوية وتطويرها. لم يكن إنتاج الجرذان المعطلة وراثيًا ممكنًا اقتصاديًا أو تقنيًا حتى عام 2008.
أدت التكنولوجيا التي تم تطويرها من خلال التمويل من المعاهد الوطنية للصحة (NIH) والعمل الذي أنجزه أعضاء اتحاد الجرذان المعطلة وراثيًا (KORC) إلى طرق فعالة من حيث التكلفة لإنشاء جرذان معطلة وراثيًا. تتجلى أهمية تطوير الجرذان كأداة أكثر تنوعًا لأبحاث الصحة البشرية من خلال الاستثمار البالغ 120 مليون دولار الذي قام به المعاهد الوطنية للصحة عبر اتحاد مشروع تسلسل جينوم الجرذان، مما أدى إلى مسودة تسلسل سلالة مختبرية من الجرذ البني أو النرويجي (Rattus norvegicus). أدت التطورات الإضافية في تقنية نوكلياز إصبع الزنك في عام 2009 إلى أول جرذ مصاب بطفرات مستهدفة تنتقل عبر الخط الجنسي. يتم تسويق نماذج مرض الجرذان المصابة بخلل في الجينات لمرض باركنسون، والزهايمر، وارتفاع ضغط الدم، والسكري باستخدام تقنية نوكلياز إصبع الزنك بواسطة مختبرات SAGE.

## الاستخدام البحثي
تتشارك الفئران والجرذان والبشر بشكل كبير في الجينات، مما يجعل القوارض كائنات نموذجية جيدة لدراسة وظيفة الجينات البشرية. كل من الفئران والجرذان صغيرة نسبيًا، وسهلة التعامل، ولديها جيل قصير، ومتزاوجة وراثيًا. في حين أثبتت الفئران أنها نموذج مفيد للقوارض وتم تطوير تقنيات لتعطيل جيناتها بشكل روتيني، في العديد من الظروف تعتبر الجرذان حيوانًا معمليًا متفوقًا لدراسة ونمذجة الأمراض البشرية.
الجرذان أكثر تشابهًا فسيولوجيًا مع البشر من الفئران. على سبيل المثال، معدل ضربات قلب الجرذان أكثر تشابهًا مع معدل ضربات قلب البشر، في حين أن معدل ضربات قلب الفئران أسرع بخمس إلى عشر مرات. من المعتقد على نطاق واسع أن الجرذان نموذج أفضل من الفأر لأمراض القلب والأوعية الدموية لدى البشر، والسكري، والتهاب المفاصل، والعديد من الاضطرابات المناعية الذاتية والعصبية والسلوكية والإدمان، وخصوصا في الدراسات السلوكية لأنها أكثر اجتماعية من الفئران وسلوكها يحاكي السلوك البشري بشكل أفضل. بالإضافة إلى ذلك، تتفوق نماذج الجرذان على نماذج الفئران لاختبار الديناميكية الدوائية وسمية المركبات العلاجية المحتملة، ويرجع ذلك جزئيًا إلى أن عدد ونوع العديد من إنزيمات إزالة السموم الخاصة بها متشابهة جدًا مع تلك الموجودة لدى البشر. يجعل حجم الجرذان الأكبر من الفئران أكثر ملاءمة للدراسة بالأجهزة، كما يسهل التلاعب مثل أخذ عينات الدم والتوصيل العصبي وإجراء العمليات الجراحية.
تتوفر تقنيات التلاعب الجيني في الفئران، والتي تُستخدم عادةً لنمذجة الأمراض البشرية. على الرغم من وجود تعطيلات جينية منشورة لحوالي 60٪  من جينات الفئران، إلا أن الغالبية العظمى من الأمراض البشرية الشائعة لا تحتوي على نموذج فئران معطلة. تعد نماذج الجرذان المعطلة بديلاً للفئران التي قد تمكن من إنشاء اضطرابات جينية جديدة غير متوفرة في الفئران. يمكن لنماذج الجرذان المعطلة أيضًا أن تكمل نماذج الفئران المعدلة وراثيًا الموجودة. يمكن أن تسهل مقارنة الطفرات لدى الجرذان والفئران التمييز بين النمط الظاهري الخاص بالقوارض والنمط الظاهري العام للثدييات.